# 雙峰 (亞利桑那州皮馬縣)
雙峰（英語：Twin Buttes）是位於美國亞利桑那州皮馬縣的一個非建制地區。該地的面積和人口皆未知。

## 地理
雙峰的座標為31°54′15″N 111°04′00″W / 31.90417°N 111.06667°W，而該地的平均海拔高度為1022米（即3353英尺）。